# Overprotected
"Overprotected" là một bài hát của nghệ sĩ thu âm người Mỹ Britney Spears, được sáng tác và sản xuất bởi bộ đôi Max Martin và Rami Yacoub cho album phòng thu thứ ba của Spears Britney (2001). Nó được phát hành vào ngày 12 tháng 12 năm 2001 bởi hãng Jive Records như là đĩa đơn thứ hai trích từ album. Đây là một bản teen pop và dance-pop nói về một cô gái luôn cảm thấy mệt mỏi vì bị bảo bọc quá mức và chỉ muốn là chính mình. Bài hát nhận được những ý kiến trái chiều từ các nhà phê bình đương đại. Một phiên bản khác của bài hát, "The Remix Darkchild", được gửi đến các đài phát thanh tại Hoa Kỳ vào ngày 1 tháng 4 năm 2002.
Trong khi không đạt vị trí cao trên bảng xếp hạng Billboard Hot 100, "Overprotected" lọt vào top 5 ở Ý, România, Thụy Điển và Vương quốc Anh. Video ca nhạc của bài hát được đạo diễn bởi Billie Woodruff, trong đó Spears nhảy múa bên trong một nhà máy bỏ hoang, bên cạnh một video khác cho "The Remix Darkchild ", đạo diễn bởi Chris Applebaum, miêu tả việc Spears nhảy múa và vui vẻ với bạn bè của cô. Nữ ca sĩ đã trình diễn "Overprotected" trong một vài chuyến lưu diễn như Dream Within a Dream Tour (2001) và The Onyx Hotel Tour (2004). Năm 2003, nó nhận được một đề cử giải Grammy cho Trình diễn giọng pop nữ xuất sắc nhất. Bài hát cũng xuất hiện trong bộ phim hoạt hình Hotel Transylvania.

## Danh sách track và định dạng
- Đĩa CD maxi tại Úc

1. "Overprotected" (bản album) — 3:21
2. "Overprotected" (JS16 Remix) — 6:10
3. "Overprotected" (JS16 Dub) — 5:28
4. "Exclusive Chat with Britney" — 6:14
5. "I'm a Slave 4 U" (bản album) — 3:23
6. "I'm a Slave 4 U" (Thunderpuss Radio Mix) — 3:18

- Đĩa CD tại châu Âu

1. "Overprotected" (bản album) — 3:20
2. "Overprotected" (JS16 Remix) — 6:10

- Đĩa CD maxi tại châu Âu

1. "Overprotected" (bản album) — 3:21
2. "Overprotected" (JS16 Remix) — 6:10
3. "Overprotected" (JS16 Dub) — 5:28
4. "Exclusive Chat with Britney" — 6:14
5. "Crossroads U.S. Movie Trailer" (Video) — 2:16

- Đĩa CD tại Pháp

1. "Overprotected" (bản album) — 3:20
2. "Overprotected" (JS16 Remix) — 6:10
3. "Crossroads U.S. Movie Trailer" (Video) — 2:16

- Đĩa CD maxi tại Nhật

1. "Overprotected" (bản album) — 3:21
2. "Overprotected" (JS16 Remix) — 6:10
3. "Overprotected" (JS16 Dub) — 5:28

- Đĩa CD maxi tại Anh quốc / Đĩa đơn cassette tại Anh quốc

1. "Overprotected" (bản album) — 3:20
2. "Overprotected" (JS16 Remix) — 6:10
3. "I'm a Slave 4 U" (Thunderpuss Mixshow Edit) [The Remix] — 6:17

- Đĩa than 12"

1. "Overprotected" (The Darkchild Remix) — 3:20
2. "Overprotected" (The Darkchild Remix) [Radio Edit] — 3:06
3. "Overprotected" (The Darkchild Remix) [Instrumental] — 3:20
4. "Overprotected" (bản album) [bản radio] — 3:18
5. "Overprotected" (bản album) — 3:18
6. "Overprotected" (bản album) [bản không lời] — 3:16

- Đĩa đơn nhạc số (Digital 45)

1. "Overprotected" — 3:20
2. "Overprotected" (The Darkchild Remix) — 3:19

## Xếp hạng
| Bảng xếp hạng (2002)                                | Vị trí cao nhất |
| --------------------------------------------------- | --------------- |
| Úc (ARIA)                                           | 16              |
| Bỉ (Ultratop 50 Flanders)                           | 9               |
| Bỉ (Ultratop 50 Wallonia)                           | 14              |
| Canada (Canadian Singles Chart) The Darkchild Remix | 22              |
| Châu Âu (Music & Media)                             | 8               |
| Phần Lan (Suomen virallinen lista)                  | 7               |
| Pháp (SNEP)                                         | 15              |
| Ireland (IRMA)                                      | 9               |
| Ý (FIMI)                                            | 5               |
| Hà Lan (Dutch Top 40)                               | 15              |
| Hà Lan (Single Top 100)                             | 12              |
| Na Uy (VG-lista)                                    | 9               |
| Romania (Romanian Top 100)                          | 5               |
| Scotland (OCC)                                      | 6               |
| Tây Ban Nha (PROMUSICAE)                            | 14              |
| Thụy Điển (Sverigetopplistan)                       | 2               |
| Anh Quốc (OCC)                                      | 4               |
| Hoa Kỳ Billboard Hot 100 The Darkchild Remix        | 86              |
| Hoa Kỳ Pop Airplay (Billboard) The Darkchild Remix  | 37              |

| Bảng xếp hạng (2002)             | Vị trí |
| -------------------------------- | ------ |
| Australian Singles Chart         | 89     |
| Belgian Singles Chart (Flanders) | 87     |
| Belgian Singles Chart (Wallonia) | 95     |
| French Singles Chart             | 82     |
| Italian Singles Chart            | 55     |
| Swedish Singles Chart            | 34     |
| UK Singles Chart                 | 85     |

## Chứng nhận
| Quốc gia                                  | Chứng nhận | Số đơn vị/doanh số chứng nhận |
| ----------------------------------------- | ---------- | ----------------------------- |
| Úc (ARIA)                                 | Vàng       | 35.000^                       |
| Pháp (SNEP)                               | Bạc        | 125.000*                      |
| Thụy Điển (GLF)                           | Vàng       | 15.000^                       |
| ^ Chứng nhận dựa theo doanh số nhập hàng. |            |                               |

## Lịch sử phát hành
| Nước           | Ngày                 | Định dạng           | Nhãn |
| -------------- | -------------------- | ------------------- | ---- |
| Nhật Bản       | 12 tháng 12 năm 2001 | CD                  | Sony |
| Pháp           | 7 tháng 1 năm 2002   | CD                  | Sony |
| Đức            | 21 tháng 1 năm 2002  | CD                  | Sony |
| Vương quốc Anh | 21 tháng 1 năm 2002  | CD                  | RCA  |
| Mỹ             | 1 tháng 4 năm 2002   | Radio hit đương đại | JIVE |
| Mỹ             | 2 tháng 4 năm 2002   | 12"                 | JIVE |